# Wolfgang Brandstetter
Wolfgang Brandstetter (Haag, 1957. október 7. –) osztrák politikus, 2020-ban megkapta a Magyar Érdemrend parancsnoki keresztje kitüntetést.